# Maristella (nome)
Maristella  è un nome proprio di persona italiano femminile
.

## Varianti
- Femminili: Mariastella[1], Maria Stella[1]

### Varianti in altre lingue
- Portoghese: Maristela[2]
- Spagnolo: Maristela[2]

## Origine e diffusione

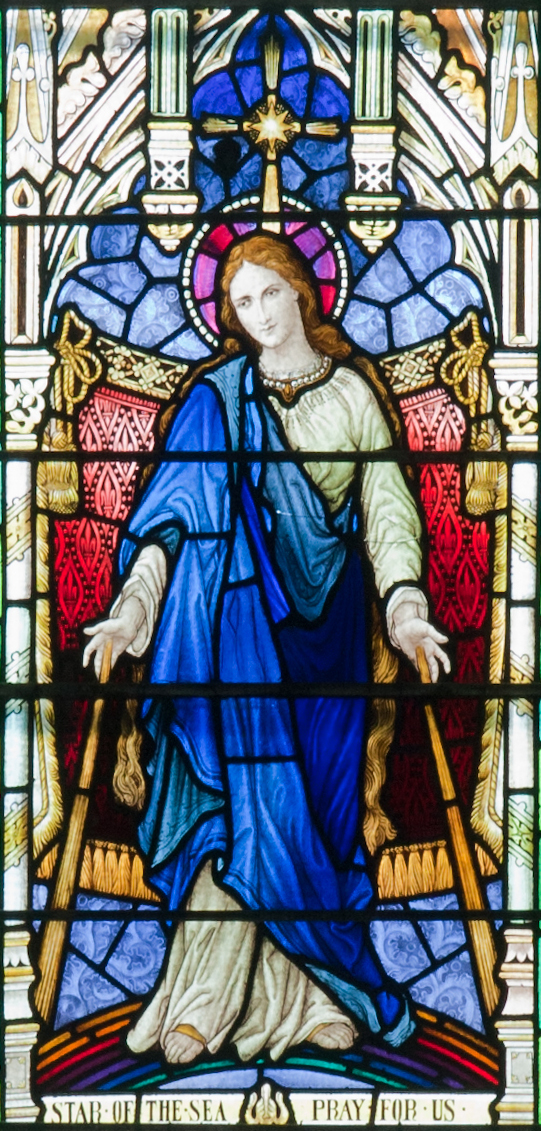
Maria, stella del mare, in una vetrata della chiesa a lei dedicata a Goleen (contea di Cork, Irlanda)

Si tratta di un nome composto, formato dall'unione di Maria e Stella. Tradizionalmente, è un nome cristiano, riflesso del culto verso la Madonna chiamata con il titolo di "Stella del Mare".
Gode di buona diffusione; secondo dati raccolti negli anni '70 erano 13.000 le donne così chiamate (contando anche le varianti), un numero che comunque non permetteva al nome di rientrare tra i dieci composti di Maria più usati (primo dei quali è Maria Teresa, con 153.000 occorrenze, mentre il decimo, Maria Cristina, ne contava 24.000)

## Onomastico
Data l'origine, l'onomastico si può festeggiare lo stesso giorno del nome Maria (cioè in genere il 12 settembre, festa del Santissimo Nome di Maria); si ricorda inoltre una beata che ha portato il nome composto, Maria Stella Mardosewicz, la capofila delle martiri di Nowogródek, commemorate il 1º agosto.

## Persone
- Maristella Lippolis, scrittrice italiana

### Varianti
- Mariastella Bianchi, politica italiana
- Mariastella Gelmini, politica italiana
- Maria Stella Masocco, atleta italiana